# D0Ddahedegehalli, Gubbi
D0Ddahedegehalli là một làng thuộc tehsil Gubbi, huyện Tumkur, bang Karnataka, Ấn Độ.